# Drepanorhynchus reichenowi
El suimanga alidorado (Drepanorhynchus reichenowi) es una especie de ave paseriforme de la familia Nectariniidae. Se encuentra en República Democrática del Congo, Kenia, Tanzania, y Uganda. A veces, es colocado en el género monotípico Drepanorhynchus.

## Descripción
Son aves paseriformes muy pequeñas que se alimentan abundantemente de néctar, aunque también atrapan insectos, especialmente cuando alimentan sus crías. El vuelo con sus alas cortas es rápido y directo.

## Subespecies
Comprende las siguientes subespecies:
- Drepanorhynchus reichenowi kikuyuensis
- Drepanorhynchus reichenowi lathburyi
- Drepanorhynchus reichenowi preussi
- Drepanorhynchus reichenowi reichenowi
- Drepanorhynchus reichenowi shellyae